# Windows Messenger
Windows Messenger je proprietární klient pro instant messaging, který je standardní součástí operačního systému Windows XP. Ke stažení je též k dispozici pro systémy Windows 2000 a Windows Server 2003. V operačním systému Windows Vista již není zahrnut. Tento program se již nevyvíjí a je často chybně zaměňován s programem Windows Live Messenger (známější spíš pod jménem MSN Messenger), což je nástupnická verze programu Windows Messenger fungující na stejných ID.
Tento program 8. dubna 2013 nahradil program Skype.